# Wtyczka (elektronika)
Wtyczka, wtyk – mechaniczny interfejs służący do łączenia urządzeń, najczęściej za pomocą przewodów. Wyróżnia się wtyczki męskie (ze stykami w postaci bolców lub pinów) jak i wtyczki żeńskie (ze stykami wewnątrz otworów) lub mieszane (kombinacja bolców/pinów i otworów). 
Wtyczka jest częścią interfejsu (odmienną od gniazda), która znajduje się najczęściej na przewodzie, ale może znajdować się również bezpośrednio w urządzeniu (np. w przypadku pendrive'a). Gniazdo jest zatem przeważnie elementem stabilnym (wyjątkiem są przedłużacze elektryczne i elektroniczne), a wtyczka to element ruchomy. 
Według innej nomenklatury wtyczka jest synonimem złącza męskiego, bez względu na miejsce i sposób montażu. Tym samym wtyczka może być zamontowana na kablu lub w dowolnej obudowie. Zgodnie z takim nazewnictwem, o tym czy dana część złącza jest wtyczką, czy gniazdem decyduje wyłącznie kształt styków – jeśli złącze ma elementy stykowe w postaci bolców lub pinów, to jest wtyczką (wtykiem), a jeśli w postaci otworów, to jest gniazdem.